# Stig Järrel

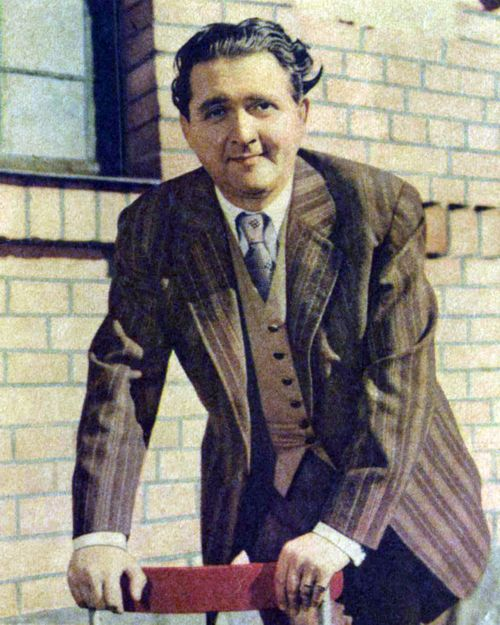
Autre photo promotionnelle (date inconnue)

Stig Karl Olof Ohlson, né le 8 février 1910 à Gällivare — localité de Malmberget (Comté de Norrbotten, Suède), mort le 1er juillet 1998 à Monte-Carlo (Principauté de Monaco), est un acteur et réalisateur suédois, connu sous le pseudonyme de Stig Järrel.

## Biographie
À partir de 1929, Stig Järrel étudie l'art dramatique à la Dramatens elevskola (l'école du Théâtre dramatique royal, Kungliga Dramatiska Dramaten en suédois, abrégé Dramaten) de Stockholm, et débute dès 1930 au théâtre, jouant notamment au Dramaten dans neuf pièces, disséminées entre 1930 et 1947 (ex. : Les Mouches de Jean-Paul Sartre en 1945, avec Mai Zetterling).
Au cinéma, il participe à cent-trente six films suédois, de 1935 à 1967, dont Tourments (1944, avec Alf Kjellin et Mai Zetterling) d'Alf Sjöberg — qu'il croise par ailleurs, au cinéma comme au théâtre —, ainsi que L'Œil du diable (1960, avec Jarl Kulle et Bibi Andersson) d'Ingmar Bergman. Parmi les autres réalisateurs avec lesquels il collabore, mentionnons Hasse Ekman, Arne Mattsson et Gustaf Molander, entre autres.
Stig Järrel est lui-même réalisateur (et acteur) de deux films sortis respectivement en 1947 et 1948.
À la télévision, entre 1951 et 1979, il apparaît dans trois séries, un feuilleton et surtout treize téléfilms (dont des adaptations de pièces de théâtre). En outre, durant sa carrière, il exerce également à la radio.
Après une ultime prestation dans une série diffusée en 1979, Stig Järrel se retire en France, sur la Côte d'Azur, s'établissant à Roquebrune-Cap-Martin (Alpes-Maritimes).

## Théâtre (au Dramaten)
- 1930 : Marius de Marcel Pagnol, avec Lars Hanson
- 1930 : Stor-Klas och Lill-Klas de Gustaf af Geijerstam (en), mise en scène et décors d'Alf Sjöberg
- 1931 : Le Malade imaginaire (Den inbillade sjuke) de Molière
- 1945 : Av hjärtans lust de Karl Ragnar Gierow, avec Eva Dahlbeck
- 1945 : Les Mouches (Flugorna) de Jean-Paul Sartre, mise en scène d'Alf Sjöberg, avec Mai Zetterling
- 1945 : Sånggudinnan d'Einar Thorén
- 1945 : Två trådar (To Tråde) de Carl Erik Soya
- 1946 : Homme et Surhomme (Man and Superman / Mannen och hans överman) de George Bernard Shaw, avec Anita Björk
- 1947 : Le Baladin du monde occidental (The Playboy of the Western World / Hjälten på den gröna ön) de John Millington Synge

## Filmographie partielle
Comme acteur, sauf mention complémentaire

### Au cinéma
- 1940 : Med dej i mina armar d'Hasse Ekman
- 1941 : Första divisionen d'Hasse Ekman
- 1942 : Lyckan kommer d'Hasse Ekman
- 1943 : Det brinner en eld de Gustaf Molander
- 1944 : La Chasse royale (Kungajakt) d'Alf Sjöberg
- 1944 : Excellesen d'Hasse Ekman
- 1944 : Den osynliga muren de Gustaf Molander
- 1944 : ...och alla dessa kvinnor d'Arne Mattsson
- 1944 : Tourments (Hets) d'Alf Sjöberg
- 1945 : Fram för lilla Märta d'Hasse Ekman
- 1946 : L'Épreuve ou Iris et le Cœur du lieutenant (Iris och löjtnantshjärta) d'Alf Sjöberg
- 1946 : Le jour se meurt (I dödens väntrum) d'Hasse Ekman
- 1946 : Det är min modell de Gustaf Molander
- 1946 : Peggy på vift d'Arne Mattsson
- 1947 : Onda ögon (+ réalisateur)
- 1947 : Tappa inte sugen de Lars-Eric Kjellgren
- 1948 : Var sing väg d'Hasse Ekman
- 1948 : Sjätte budet (+ réalisateur)
- 1950 : Den vita katten d'Hasse Ekman
- 1950 : Fästmö uthyres de Gustaf Molander
- 1951 : Dårskapens hus d'Hasse Ekman
- 1951 : Poker de Gösta Bernhard
- 1952 : Säg det med blommor de Lars-Eric Kjellgren
- 1952 : Trots de Gustaf Molander
- 1952 : Drömsemester de Gösta Bernhard, avec Alice Babs
- 1954 : Karin Månsdotter d'Alf Sjöberg
- 1956 : Ratataa d'Hasse Ekman
- 1957 : Med glorian på sned d'Hasse Ekman
- 1959 : Fröken Chic d'Hasse Ekman
- 1960 : L'Œil du diable (Djävulens öga) d'Ingmar Bergman
- 1960 : Kärlekens decimaler d'Hasse Ekman
- 1961 : Ljuvlig är sommarnatten d'Arne Mattsson
- 1961 : Le Jardin des plaisirs (Lustgården) d'Alf Kjellin

### À la télévision (téléfilms)
- 1966 : La Dernière Bande (Krapps sista band) de Kurt-Olof Sundström (adaptation de la pièce éponyme de Samuel Beckett)
- 1969 : L'Avare (Den girige) de Jan Molander (adaptation de la pièce éponyme de Molière)
- 1974 : Gustave III (Gustaf III) de Johan Bergenstråhle (adaptation de la pièce éponyme d'August Strindberg)